# Alois Pledl
Alois Pledl (* 8. August 1903 in München; † 9. Juli 1975) war ein deutscher Fußballspieler des TSV 1860 München. In der Saison 1930/31 stand er mit den Löwen im Endspiel um die deutsche Fußballmeisterschaft. Nach über 700 Spielen im Löwen-Dress wurde ihm zum Abschluss seiner Spielerkarriere im März 1938 die Ehrenspielführerwürde verliehen.

## Laufbahn
Der in Giesing aufgewachsene Alois Pledl verlor mit 12 Jahren durch die Explosion eines von seinem Vater als Kriegserinnerung nach Hause gebrachten Blindgängers seinen linken Unterarm. Nach längerem Krankenhausaufenthalt schaffte er in den folgenden Jugendjahren durch sein herausragendes Talent trotzdem den Übergang zur Ligamannschaft der Löwen. Pledl, von Beruf Kaufmann, wurde bei den Weiß-Blauen erstmals 1924 in der Bezirksliga Bayern eingesetzt. Als zur Runde 1925/26 mit Altnationalspieler Max Breunig der erste Trainer zu den Löwen kam, der den Übungsbetrieb der Fußballer systematisch betrieb, profitierte der Alisi gerufene Pledl am meisten vom Trainingskonzept des Ex-Nationalspielers. Vormals noch als „ewiges Talent“ gescholten, wandelte er sich unter Breunig zum Kopf der Mannschaft.
In der Runde 1926/27 zahlte sich die Trainingsarbeit aus, die Breunig-Schützlinge kamen in der Bezirksliga hinter dem 1. FC Nürnberg zur Vizemeisterschaft. In der Endrunde um die süddeutsche Meisterschaft der Zweiten setzten sich die Weiß-Blauen vor dem Karlsruher FV und Eintracht Frankfurt durch und konnten sich mit einem 2:0-Sieg am 24. April 1927 in Pforzheim gegen den FSV Frankfurt für die Endrunde um die deutsche Fußballmeisterschaft 1927 qualifizieren. Als Herz der Mannschaft galt die Läuferreihe mit den beiden Seitenläufern Eugen Kling und Josef Grimm sowie dem Mittelläufer Alois Pledl. Vom Fachblatt Fußball wurde sie als „in Deutschland unerreicht“ bezeichnet. Nach Erfolgen über den FC Schalke 04 (3:1) und den VfB Leipzig (3:0) war für die Münchner erst im Halbfinale gegen den 1. FC Nürnberg Schluss. Pledl war jetzt einer der besten Offensivmittelläufer, ein brillanter Balltechniker und die überragende Spielerpersönlichkeit der Löwen. Er spielte als perfekter Ballverteiler mit intelligentem Stellungsspiel und großer Übersicht eine zentrale Rolle. Er verstand es nahezu perfekt, Abwehr und Angriff miteinander zu verbinden. Zur Runde 1929/30 kam für die Offensive mit Ludwig „Pipin“ Lachner vom FV Gern ein talentierter Stürmer zur Mannschaft und Pledl befand sich in der Form seines Lebens. Beim überlegenen 6:1-Sieg der Münchner Stadtauswahl gegen Berlin im Dezember 1929 zeigte der Supertechniker Weltklasseform und wurde anschließend als „die fleischgewordene Idee des Fußballspiels“ gefeiert.
In der zweiten Trainerphase von Breunig (1930–1934) ragt die Saison 1930/31 heraus. Als Vizemeister von Südbayern setzten sich Pledl und seine 60er-Kollegen in der süddeutschen Endrunde der Zweiten in 14 Spielen mit 26:2 Punkten und 70:21 Toren überlegen durch. Die Qualifikation zur Endrunde der deutschen Meisterschaft erfolgte gegen Phönix Ludwigshafen. Über den Meidericher Spielverein (4:1), Tennis Borussia Berlin (1:0) und im Halbfinale in Duisburg gegen Holstein Kiel (2:0; Pledl hatte dabei in der 47. Minute einen Foulelfmeter zur 1:0-Führung verwandelt) führte der Weg der Pledl-Elf in das Finale. Am 14. Juni 1931 wurde das Endspiel aber in Köln mit 2:3 Toren unglücklich gegen den Titelverteidiger Hertha BSC verloren. Immer wieder hatte Pledl in dem spannenden Match seine Angreifer mit prächtigen Vorlagen in Szene gesetzt.
Nochmals in der Runde 1932/33 zog er mit seinen „Löwen“ in die Endrundenspiele um die deutsche Meisterschaft ein. Nach Erfolgen gegen den VfL Benrath (2:0) und den Beuthener SuSV (3:0) war aber in diesem Anlauf im Halbfinale die Hürde durch die „kommende“ Meistermannschaft des FC Schalke 04 zu hoch. Die königsblaue Elf um Ernst Kuzorra und Fritz Szepan setzte sich überlegen mit 4:0 Toren durch und zog in das Finale 1933 ein. In den nächsten Jahren konnten die 60er nicht mehr im Konzert der Großen mitspielen und Pledl beendete vor der Saison 1935/36 erstmals seine Laufbahn. Da seine Lücke nicht zu schließen war und die Mannschaft massiv unter Abstiegsdruck stand, kehrte er zur Rückrunde wieder auf das Spielfeld zurück und verhalf dem Team zum Klassenerhalt. Der 34-Jährige beendete nach der Runde 1937/38 endgültig seine Karriere, als im ersten Trainerjahr von Max Schäfer in der Gauliga Bayern die Vizemeisterschaft erreicht wurde. Gleichzeitig beendete auch sein langjähriger Mannschaftskamerad Josef Wendl seine Laufbahn. Alois „Alisi“ Pledl war einer der ganz Großen unter den Löwenfußballern und noch dazu ein echter Giesinger.

Bei Kirn und Natan ist notiert:

„Einer der letzten angreifenden Mittelläufer der goldenen 20er Jahre für München 1860, spielte sich dieser Ballkünstler bis ins Endspiel gegen Hertha BSC. Es wird immer ein Rätsel bleiben, warum er nicht in die Nationalmannschaft kam.“

1975 fand Pledl dort den Tod, wo er den Großteil seines Lebens verbracht hatte: auf dem Fußballplatz. Noch mit über 70 Jahren spielte er mit Freunden aus der Altherrenmannschaft Fußball. Auch am 9. Juli 1975, einem heißen Sommertag, stand er auf einem Nebenplatz des Trainingsgeländes an der Grünwalder Straße, als er plötzlich zusammenbrach. Die erste Mannschaft, die gerade trainierte, eilte mit Trainer Heinz Lucas zu Hilfe. Der Notarzt konnte kurze Zeit später jedoch nur noch den Tod feststellen.